# Lev Morokhovets
Lev Zakharovitch Morokhovets (Лев Захарович Мороховец en russe), né le 24 juin 1848, mort en 1919 à Moscou, est un physiologiste russe et professeur émérite de l’université de Moscou.

## Ouvrages
- (de) Lev Morochowetz, « Die Grundlaute der menschlichen Sprache und ein Universalalphabet », Le Physiologiste Russe, vol. 5,‎ 1907, p. 23-65 (lire en ligne)